# Porta Sant'Agostino
La Porta Sant'Agostino (en dialecte Bergamasque Pórta Sant'Agostì) est une porte de la ville de Bergame, tirant son nom du grand complexe du monastère Sant'Agostino. Elle a été construite en même temps que les murs, qu'en 1561 la Sérénissime avait décidé de construite pour fortifier le haut de la ville, conçue par Bonaiuto Lorini, pour défendre la partie ouest du territoire sous domination vénitienne, la réparant de la perte du territoire milanais qui après la paix de Cateau-Cambrésis était sous domination espagnole. 
L'accès à la ville était donné par quatre portes : la Porta San Giacomo face au sud, la Porta San Lorenzo au nord, la Porta Sant'Alessandro face à l'ouest. 
Le 9 juillet 2017, les murs vénitiens et ses 4 portes sont devenus une partie du patrimoine mondial de l'UNESCO, dans le site transnational Ouvrages de défense vénitiens entre le XVIe et XVIIe siècles : Stato da Terra-État de la mer occidentale.  

## Histoire et description
La Porta San Agostino, tirant son nom du grand complexe du monastère Sant'Agostino, fait face à l'est. Elle a été conçue en 1562 mais construite seulement en 1574 probablement sur un projet de Genesio Bersani de Fiorenzuola d'Arda, arrivé à Bergame en 1561 en tant que gestionnaire du site. C'était l'entrée principale pour ceux qui venaient de la partie basse de la ville, en montant de l'est, et de Borgo Pignolo ; c'était la route qui la reliait à Venise. 

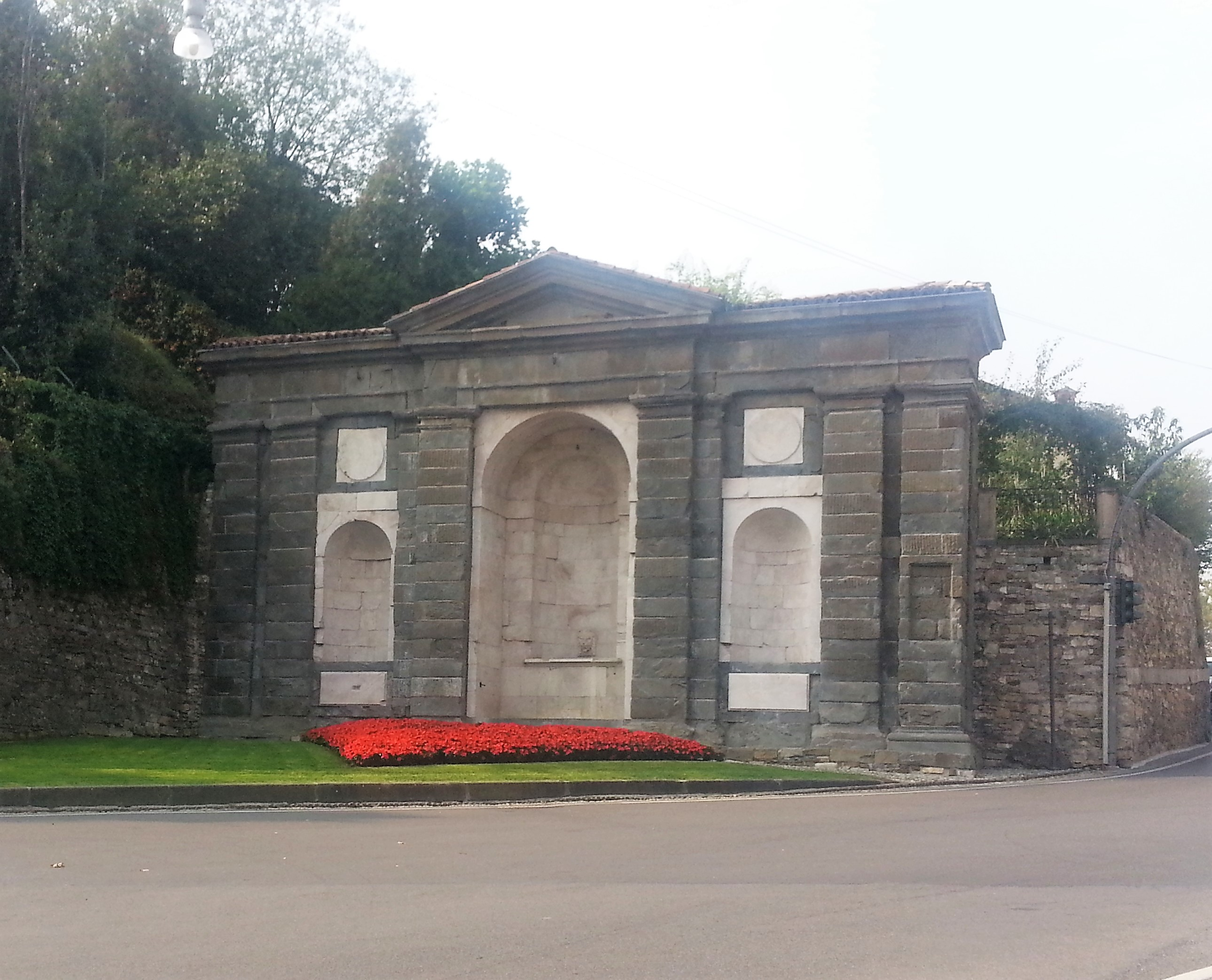
Fontaine placée devant la Porta Sant'Agostino

L'entrée dans la ville et le passage vers la porte nécessitaient auparavant un transit sur un viaduc en bois. En 1780, le pont-levis et le viaduc en bois ont été remplacés par un pont en brique soutenu par des arches. Ce n'est qu'à partir de 1838, que la via Vittorio Emanuele, autrefois appelée Strada Ferdinandea, fut construite pour la visite de l'empereur Ferdinand Ier d'Autriche à Bergame. Au XXIe siècle, pour permettre la circulation routière, le pont en arc a été remplacé par un remblai pour soutenir la chaussée. 
La Porta Sant'Agostino est la principale route d'accès et la plus fréquentée, elle a nécessité un certain nombre de restaurations par la municipalité de Bergame, la dernière en 2015. 
Après sa construction, une caserne a également été construite en 1665 avec l'autorisation du doge Alvise II Mocenigo pour abriter les quartiers militaires qui étaient censés garder l'accès à la partie supérieure de la ville. 

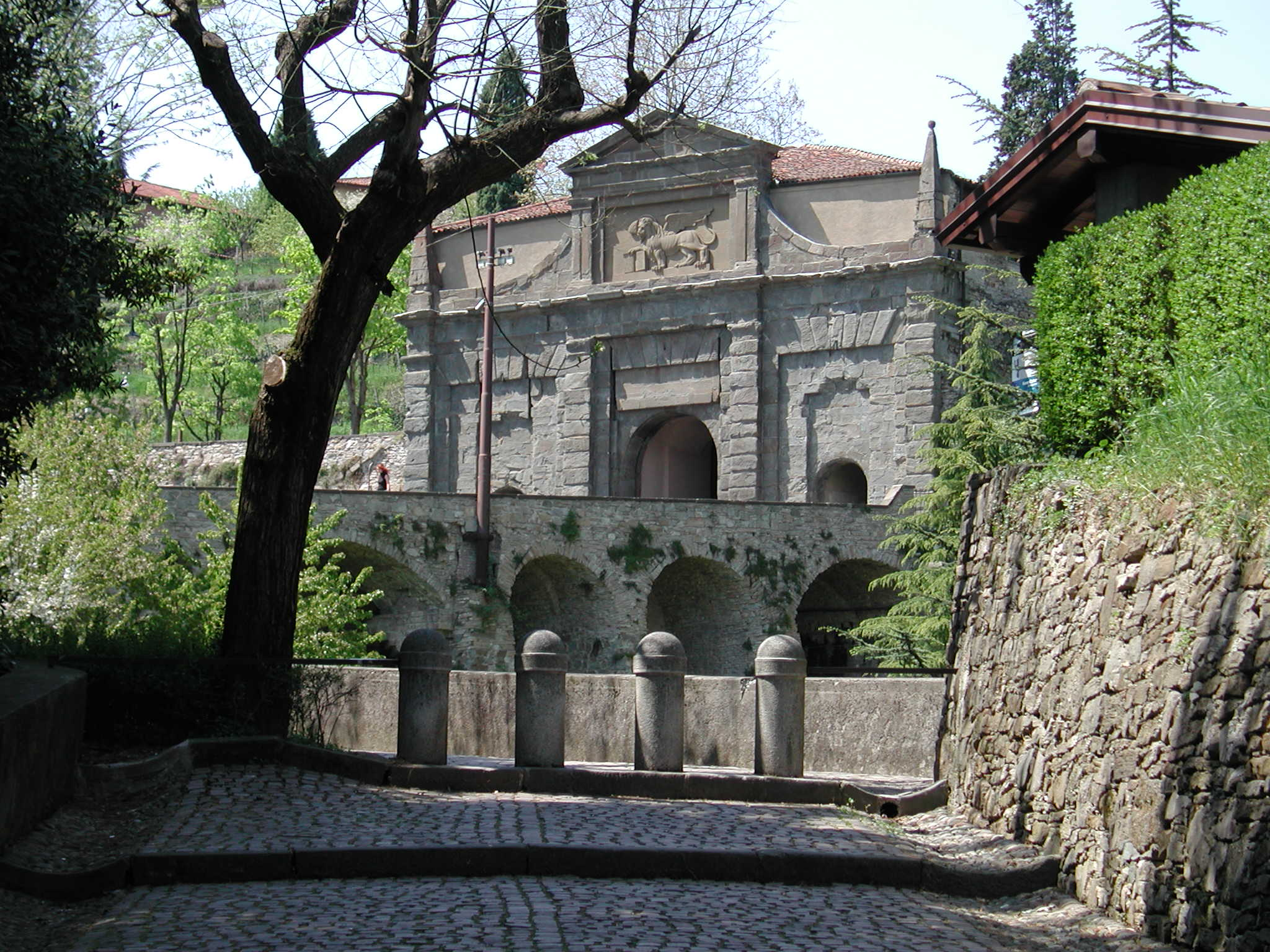
Porta Sant'Agostino vue depuis les marches Noca

La fontaine devant la porte a été approuvée par les recteurs de la ville Francesco Longo et Marc'Aurelio Memo ; elle a été commencée le 3 mai 1574 et les noms des deux recteurs ont été gravés dans les médaillons debout sur les côtés du monument.